# István Básti
Dans le nom hongrois Básti István, le nom de famille précède le prénom, mais cet article utilise l’ordre habituel en français István Básti, où le prénom précède le nom.
István Básti (né le 19 septembre 1944 à Salgótarján) est un footballeur international hongrois. Il participe aux Jeux olympiques d'été de 1968 puis à ceux de 1972, remportant deux médailles avec la Hongrie.

## Biographie

### En club
István Básti joue de 1965 à 1980 avec le Salgótarjáni BTC.
Il dispute avec cette équipe deux matchs en Coupe des coupes, inscrivant un but.
Avec cette équipe, il se classe troisième du championnat de Hongrie en 1972, et atteint la finale de la Coupe de Hongrie en 1967.

### En équipe nationale
Il participe aux Jeux olympiques d'été de 1968 organisés au Mexique. Il joue quatre matchs lors de ce tournoi olympique. La Hongrie remporte la médaille d'or. 
Il dispute ensuite les Jeux olympiques d'été de 1972 qui se déroulent à Munich. Il ne joue qu'un seul match lors de cette compétition. La Hongrie remporte cette fois-ci la médaille d'argent.

## Palmarès

### équipe de Bulgarie
- Jeux olympiques de 1968 :
  -  Médaille d'or.

- Jeux olympiques de 1972 :
  -  Médaille d'argent.

### Salgótarjáni BTC
- Coupe de Hongrie :
  - Finaliste : 1967.